# Bonifay
Bonifay är administrativ huvudort i Holmes County i den amerikanska delstaten Florida. Bonifay är namnet på en prominent släkt i området. Holmes County grundades år 1848 och Bonifay är countyts huvudort sedan 1905.